# Blur design
Blur design   è un’espressione coniata dal designer italiano Pino Grimaldi che intende evidenziare le trasformazioni del design dopo l’avvento della rivoluzione digitale prodotta dalle nuove tecnologie e dai nuovi media nella società globalizzata.
Il design è una disciplina che si applica a tutte quelle attività che necessitano di un “progetto”, o di un “disegno” appunto, per realizzare un prodotto, comunicare un messaggio, offrire un servizio, risolvere un problema, il tutto coniugando la ricerca di una valenza estetica alla necessaria funzionalità, alla fattibilità e alla produzione industriale di tipo seriale.  
Il progetto ormai però risulta talmente interconnesso e fuso con altri saperi e conoscenze che non è più così semplice riuscire a distinguerne i limiti. Il design si ritrova quindi a essere praticato in un’area indistinta, in un amalgama inseparabile di competenze, in una dimensione che risulta ormai sfocata. Il design è quindi blur e agisce nella “zona indistinta dell’economia interconnessa”.
Non è semplice definire il "blur". Anche la sua traduzione è sfuggente, il termine indica qualcosa di indistinto, sfocato ma si usa anche per indicare l’effetto di movimento, il “mosso” (motion blur) di un soggetto inquadrato in una fotografia o di un videogioco. Il "blur" è ovunque dove le discipline tradizionali si smaterializzano e si destrutturano. “Nel nuovo mondo blur, prodotti e servizi si confondono. I compratori vendono e i venditori comprano. Le tradizionali catene del valore si sono trasformate in intricate ragnatele economiche. Le case sono diventate uffici. Non c’è più una linea di demarcazione netta tra struttura e processo, tra possedere e usare, tra conoscere e apprendere, tra reale e virtuale. La distinzione tra lavoratore e datore di lavoro è sempre più labile” 
Il personal computer ha cambiato per sempre il disegno tecnico e, quando si elaborano digitalmente i primi bozzetti realizzati a mano, passando per uno scanner, ci troviamo di fronte a un ibrido, qualcosa che non è più “naturale” ma non è nemmeno del tutto digitale, un nuovo oggetto dai contorni sfocati.
Ugualmente indistinta è la zona nella quale si trovano a operare quei professionisti che lavorano tra il marketing e il design e che, connettendo e integrando due discipline conflittuali, riescono a decretare il successo di un prodotto. Una zona di confine, indefinita e intangibile, mutevole, ecco cos’è il "blur".
Il design sta inoltre profondamente mutando anche laddove la tecnologia digitale ha alterato la forma degli “oggetti tecnologici” decretando la prevalenza della funzione dell’interfaccia, che presiede all’interazione con l’utente ed è sempre più tema di una progettazione complessa.
Il design è quindi diventato “liquido”, come direbbe Bauman, in balia delle incertezze che nascono da una incessante revisione dei modelli metodologici, procedurali, operativi. Il design è multiverso, “esprime un’idea di un sistema complesso, al tempo stesso unitario e molteplice”.
La rivoluzione digitale e il conseguente sviluppo incessante della comunicazione, rafforzata dagli effetti della globalizzazione, hanno permesso al visual design di prendersi la sua rivincita sul product design; la funzione comunicativa di oggetti e artefatti è infatti ormai una prassi indiscutibile, anche se ancora difficile e scarsamente esercitata. La complessità del mondo globalizzato ha cambiato le regole del gioco e ormai non si presenta più un prodotto al consumatore ma lo si coinvolge in uno spazio nel quale egli vive un’esperienza multisensoriale e multidimensionale che tende a smuovere i suoi desideri più profondi.
Questo territorio immateriale, che vede l’interazione di numerose discipline capaci di creare un “evento cognitivo” , è il luogo in cui cresce il Blur design.